# Daisuke Takahashi (Fußballspieler)
Daisuke Takahashi (japanisch 高橋 大輔 Takahashi Daisuke; * 18. September 1983 in der Präfektur Fukuoka) ist ein ehemaliger japanischer Fußballspieler.

## Karriere
Takahashi erlernte das Fußballspielen in der Universitätsmannschaft der Fukuoka-Universität. Seinen ersten Vertrag unterschrieb er 2006 bei Ōita Trinita. Der Verein spielte in der höchsten Liga des Landes, der J1 League. 2008 gewann er mit dem Verein den J.League Cup. Für den Verein absolvierte er 105 Erstligaspiele. 2010 wechselte er zum Ligakonkurrenten Cerezo Osaka. Für den Verein absolvierte er 59 Erstligaspiele. Ende 2012 beendete er seine Karriere als Fußballspieler.

## Erfolge
Oita Trinita
- J.League Cup

Sieger: 2008